# Тиун
Тиу́н, также тиву́н (др.-рус. ти́унъ, ти́вунъ) в Древнерусском государстве — название княжеского или боярского управляющего, управителя из обельных холопов, поступавших по доброй воле, если не был заключён «ряд»; в Великом княжестве Литовском и в Русском государстве до XVII века — название некоторых должностей.

## Этимология
В русский язык слово заимствовано из древнескандинавского языка со значением «слуга». Это слово, вероятно, является производным от глагола þióna «служить», который произошел от праскандинавской формы *þewna и соответствующей ей прагерманской формы *þewa.

## Тиуны Древней Руси
За убийство княжьего тиуна Русская Правда устанавливала самую высокую, 80-гривенную виру; за убийство боярского тиуна — 40-гривенную. Тиунами могли называть и служителей княжеского двора (огнищный тиун, конюшенный тиун). Тиунами также могли называть нижнее звено княжеской администрации в сёлах (сельский тиун, ратайный тиун); их жизнь защищала 12-гривенная вира.
Тиуна мог судить только сам князь. Как правило, тиун был княжеским холопом, или становился им после принятия на службу; Русская Правда упоминает «тивуньство без ряду» (то есть, без устанавливающего иное договора) как один из источников холопства.

## Тиуны в Русском государстве и Великом княжестве Литовском
В XIV—XVII веках существовали тиуны великого князя, которые занимались его хозяйством и управляли отдельными городами, волостями, и тиуны, входившие в аппарат наместников и выполнявшие судебные функции. Кроме того, в Великом княжестве Литовском тиунами назывались крупные феодалы, которые осуществляли управление волостями (позднее — наместники), производили сбор дани (так называемое полюдье). В отдельных местностях Галицкой Руси, где действие сохраняло древнерусское право, тиуны были выборными представителями сельских общин.
Вследствие немецкого культурного влияния понятие стало обозначаться словами шультгейс, шульц, и производным от них солтыс на землях бывшей Речи Посполитой.

## Персоналии
Тивуны в Великом княжестве Литовском:
- Бака Станислав Миколаевич — тивун им. Рад[12];
- Бизанайтис Григ — тивун[13];
- Билевич Войтех — шовдовский тивун[14];
- Боровский Юрий — князь, коршовский тивун[15];
- Боровский Михаил Юрьевич — коршевский тивун[16];
- Бурба Ян — гондин. тивун[17];
- Бялевич Миколай — ойраголь тивун[18];
- Виучек Марк — рет. тивун[19];
- Виучек Мартин — ретов. тивун[20];
- Внучек Марк — ретов. тивун[21];
- Волович Ярош — поюрский тивун[22];
- Гальвойша Адам — бирженян. тивун[23];
- Дворанович Матей — бирженский тивун[24];
- Дорогостайский Монвид — гондинский тивун[25];
- Дорогостайский Миколай — стольник ВКЛ, веленский державца, гондинский тивун[26];
- Доротенас Банис — груженский тивун[24];
- Еглевич Якуб — тивун[27];
- Илговский Иван Андреевич — шовдов. тивун[17];
- Илговский Андрей Андреевич — тивун, грод. судья[28];
- Илговский Андрей — ретов. тивун[29];
- Илговский Гелиаш — тверский тивун[30];
- Кейсторт Себестьян — тивун ойраг.[31];
- Кесторт Ян — тивун[32];
- Лукашевич Петр — тивун[33];
- Мартинович Лаврин — тивун[12];
- Матейкович Якуб — тивун[34];
- Микийтис Милюнис — тивун[35];
- Миколаевич Себастьян — бирж. тивун, ойраг тивун[36];
- Нарушевич Миколай — виленский тивун[37];
- Пацевич Валентин Юрьевич — тивун[38];
- Петкевич Миколай — крож. тивун, поюр. тивун[39];
- Петрикович Григорий — тивун[40];
- Петрович Каспер — тивун груженского двора[41];
- Подвига Григорий — тивун[42];
- Посущвенский Миколай — ойрагол. тивун[43];
- Проневич Шим — тивун[44];
- Пукелевич Лаврин — тивун[45];
- Садовский Станислав — королев. тивун[46];
- Свилин Андрей — тивун[47];
- Свирский Лукаш — князь, машалок и тивун биржен.[48];
- Себестьянович Себестьян — ойрагольский тивун[21];
- Симович Ленарт — тивун паневежской плебании[49];
- Скоповны Ганс (Йоган) — жемайт. тивун;
- Скроблинис Петр Грицайтис — тивун[50];
- Стабровский Войтех — вешвянский тивун[51];
- Стабровский Петр — вешвянский тивун[52];
- Станиславович Войтех — крокиновельский тивун[53];
- Сташкович Юрий — тивун[54];
- Стырпейко (Стырпейкович) Амброс — коршов. тивун[55];
- Толвойш — бержен. тивун[56];
- Томашевич Петр — невежницкий тивун[57];
- Утел Стас — тивун[58];
- Чехович Станислав — видук. тивун[59];
- Шемет Мальхер — дирвян. тивун[60];
- Шемет Мальхер Мальхерович — тивун[61];
- Шемет Станислав — поюрский тивун[62];
- Шнюнович Гринь — тивун[63];
- Юрага Бенедикт — судья дворный, тивун коркл.[64];
- Якубович Петр — тивун[65];
- Янович Мартин Лавринович — тивун[66];
- Янович Матыс — тивун гиминянского двора[67];
- Янцкин — тивун[68];
- Ясович Станислав — тивун[69];
- Ясович Юрий — тивун[70];

- Ратша